# Herman Brulin
Johan Olof Herman Brulin, född 23 maj 1875 i Rackeby församling, Skaraborgs län, död 4 mars 1960 i Johannes församling, Stockholm, var en svensk historiker och arkivarie. Han var far till Olof Brulin.
Brulin blev filosofie kandidat vid Uppsala universitet 1895, filosofie licentiat 1903 och filosofie doktor 1905. Han var e.o amanuens vid Uppsala universitetsbibliotek 1898–1905 och docent i historia vid Uppsala universitet 1905–07. Han blev vid Riksarkivet e.o amanuens 1905, andre arkivarie 1909, förste arkivarie 1917 och var arkivråd 1920–1941.  Han var även lärare i handskriftstolkning vid lantmäteriundervisning från 1911 (vid Kungliga Tekniska högskolan från 1934). 
Brulins huvudsakliga gärning som historiker har fallit inom Karl XII-forskningen. Han har även utarbetat arkivförteckningar till Sveriges historia i nordtyska arkiv. Han är begravd på Norra begravningsplatsen i Solna kommun.